# Аревил
Аревил (фр. Haréville) је насељено место у Француској у региону Лорена, у департману Вогези.
По подацима из 2011. године у општини је живело 524 становника, а густина насељености је износила 79,88 становника/km².

## Демографија
| 1962. | 1968. | 1975. | 1982. | 1990. | 2011. |
| ----- | ----- | ----- | ----- | ----- | ----- |
| 253   | 248   | 295   | 389   | 429   | 524   |